# Żydowo (Bartoszyce)
Pour les articles homonymes, voir Żydowo.
Żydowo (« Siddau » jusqu'en 1945) est un village polonais de la voïvodie de Varmie-Mazurie, dans le powiat de Bartoszyce.